# Axgul
Axgul (en árabe: زغول‎, en francés: Azrhoul) es una localidad marroquí perteneciente al municipio de Tensamán, en la región Oriental. Desde 1912 hasta 1956 perteneció a la zona norte del Protectorado español de Marruecos.